# 四大陸スピードスケート選手権大会
四大陸スピードスケート選手権大会（Four Continents Speed Skating Championships）は、ヨーロッパを除く国と地域から参加するスピードスケートの国際大会。アフリカ、アジア、アメリカ、オセアニアの4つの大陸の選手が出場資格を持つ。

## 概要

### 歴史
国際スケート連盟（ISU）は1999年から開催されている四大陸フィギュアスケート選手権に倣い、スピードスケートとショートトラック版を創設。2020年の第一回は米ミルウォーキーで開催。2021年はコロナ禍で中止。2023–24まではシーズン中盤に開催されていたが、2024–25シーズンは序盤に開催予定。

## 開催地
| 年     | 日程                   | 開催地                            | 種目        |
| ------ | ---------------------- | --------------------------------- | ----------- |
| 2020年 | 2020年1月31日 - 2月2日 | アメリカ合衆国 ミルウォーキー     | 距離別 (14) |
| 2022年 | 2021年12月15日 - 17日  | カナダ カルガリー                 | 距離別 (14) |
| 2023年 | 2022年12月2日 - 4日    | カナダ ケベック                   | 距離別 (14) |
| 2024年 | 2024年1月19日 - 21日   | アメリカ合衆国 ソルトレイクシティ | 距離別 (14) |
| 2025年 | 2024年11月15日 - 17日  | 日本 八戸                         | 距離別 (14) |
| 2026年 | TBD                    | アメリカ合衆国 ソルトレイクシティ | 距離別 (14) |
| 2027年 | TBD                    | 中国 北京                         | 距離別 (14) |